# Comuna Malinska-Dubašnica, Primorje-Gorski kotar
Malinska-Dubašnica este o comună în cantonul Primorje-Gorski kotar, Croația, având o populație de 3.134 de locuitori (2011).

## Demografie
Componența etnică a comunei Malinska-Dubašnica
     Croați (92,47%)
     Sârbi (1,95%)
     Bosniaci (1,66%)
     Albanezi (1,28%)
     Necunoscut (0,54%)
     Neclasificat (1,63%)
Componența confesională a comunei Malinska-Dubašnica
     Catolici (86,95%)
     Musulmani (3,92%)
     Fără religie și atei (3,48%)
     Ortodocși (2,46%)
     Necunoscută (2,07%)
     Alte religii (1,12%)
Conform recensământului din 2011, comuna Malinska-Dubašnica avea 3.134 de locuitori. Din punct de vedere etnic, majoritatea locuitorilor (92,47%) erau croați, existând și minorități de sârbi (1,95%), bosniaci (1,66%) și albanezi (1,28%). Apartenența etnică nu este cunoscută în cazul a 0,54% din locuitori. Din punct de vedere confesional, majoritatea locuitorilor (86,95%) erau catolici, existând și minorități de musulmani (3,92%), persoane fără religie și atei (3,48%) și ortodocși (2,46%). Pentru 2,07% din locuitori nu este cunoscută apartenența confesională.